# Grand River (Ontario)
Il Grand River è un fiume del Canada che scorre nell'Ontario. Il fiume nasce in Ontario, nei pressi di Dundalk, poi scorre per 280 chilometri fino ad immettersi nel Lago Erie.